# Sternfeld

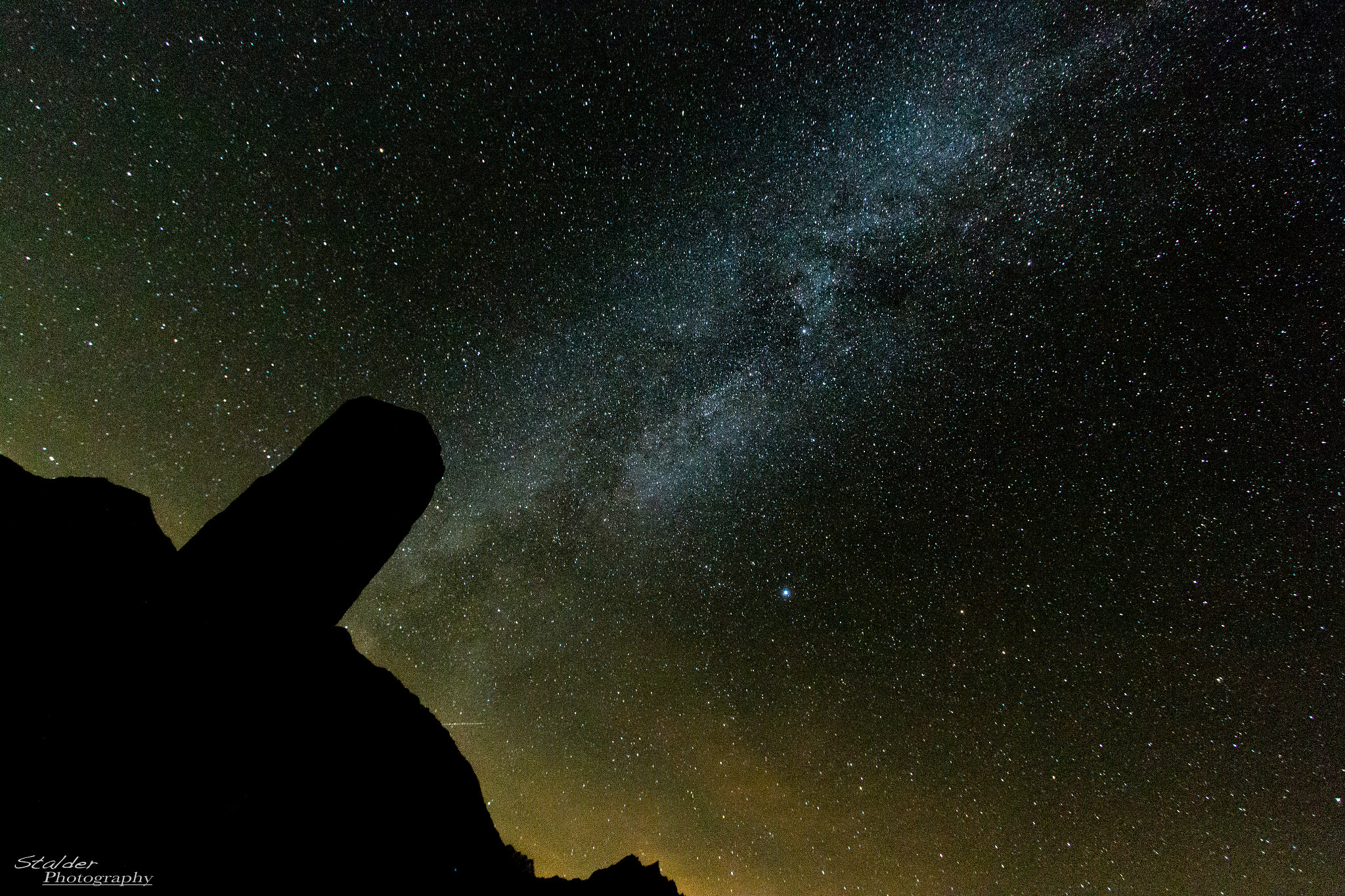
Weitwinkelaufnahme zur Abgrenzung der Milchstraße

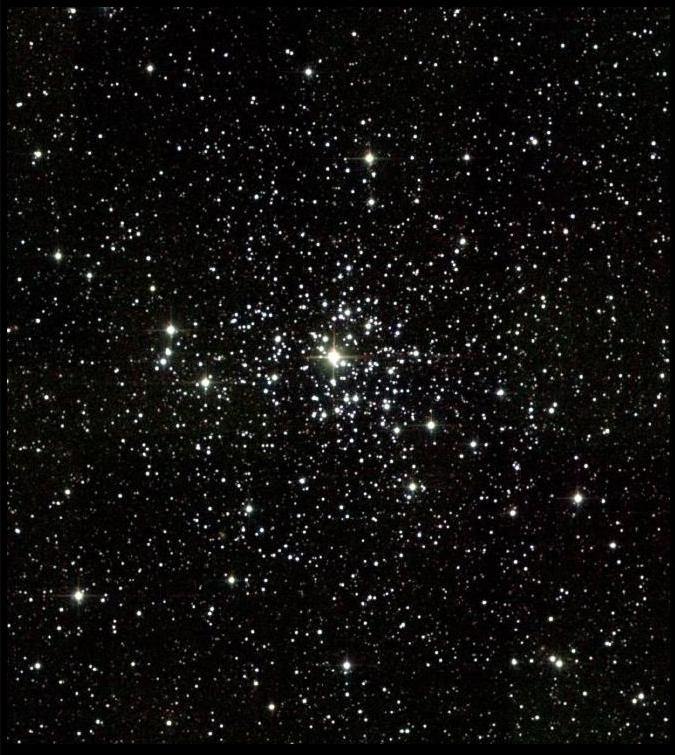
Sternfeld im Fuhrmann (0,4°) zur Schätzung der Konzentration des Sternhaufens Messier 37

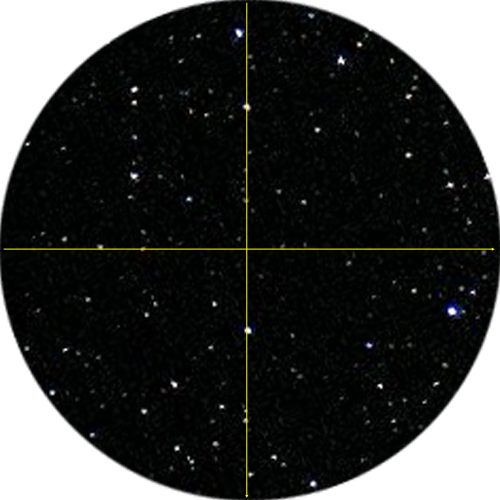
Fadennetz eines Messfernrohrs zur Bestimmung von Sternkoordinaten

Als Sternfeld wird in der Astronomie und Astrofotografie ein Ausschnitt des Sternhimmels bezeichnet, der nicht der Darstellung eines speziellen Objektes dient, sondern die flächenhafte Verteilung der Sterne dieses Gebiets bzw. den Unterschied zu anderen Gebieten zeigen soll. Der Zweck solcher – meist fotografisch gewonnener – Aufnahmen kann sein:
- Testflächen und Eichfelder für die Stellarstatistik
- Bestimmung der Sterndichte für den sichtbaren Verlauf der Milchstraße
- Bestimmung der Konzentration von Sternhaufen oder Assoziationen im Vergleich zu ihrer Umgebung
- projektdefinierte Himmelsausschnitte als Vorstufe für Durchmusterungen des gesamten Himmels
- Bestimmung der Reichweite fotografischer Aufnahmen und Instrumente (siehe auch Grenzhelligkeit)
- Bildersammlung für populärastronomische Zwecke.

Wird von einem großen Teil oder dem gesamten Sternhimmel eine Reihe von sich überdeckenden Sternfeldern im selben Bildmaßstab aufgenommen, spricht man von einem Sternatlas.
Zur Darstellung eines größeren Gebietes können auch einzelne Aufnahmen zu einem Bildmosaik vereinigt werden. Bestehende kleine Unterschiede im Maßstab und der Helligkeit können bei ausreichender Überdeckung der Sternfelder mittels digitaler Bildverarbeitung beseitigt werden.